# Neanthes chilkaensis
Neanthes chilkaensis är en ringmaskart som först beskrevs av Rowland Southern 1921.  Neanthes chilkaensis ingår i släktet Neanthes och familjen Nereididae. Inga underarter finns listade i Catalogue of Life.